# 尼崎児童虐待死事件
尼崎児童虐待死事件（あまがさきじどうぎゃくたいしじけん）とは、2001年8月に兵庫県尼崎市で起こった児童虐待事件である。なお同じ兵庫県尼崎市で2006年に発生した尼崎児童暴行事件や2012年に発覚した尼崎事件とは別の事件となる。

## 概要

### 事件発覚
2001年8月13日午後3時20分頃、兵庫県尼崎市大浜町の北堀運河で、水面に浮かんでいた黒色のゴミ袋から人間の手が出ているのを発見。引き上げると、袋には粘着テープを貼られた全裸の男児の遺体が入っており、尼崎市立花町の神戸市立道場小の1年生（当時6歳）と判明。警察は遺体に無数の虐待の痕があったことから、行方をくらましていた無職の養父X（当時24歳）と男児の無職の母親Y（当時24歳）を8月14日に逮捕した。

### 事件まで
死亡した長男の母親は両親と兄3人の非常に荒れた家庭に育った。彼女の両親は元々継父と義娘の間柄で駆け落ちした関係で夫婦喧嘩が絶えず離婚再婚を繰り返しており、我が子に窃盗の手伝いをさせたり刺青を見せて近所の児童を脅迫するなど夫婦ともにトラブルの多い人物だった。また兄達も少年時代から評判の不良であり、1人は脅迫行為を行いその被害者に殺害されている。このような家庭環境で育ったせいか、彼女もまた小学生時代から同級生をナイフで追い回すなどの暴力行為を行い、教師が叱ると父や兄が怒鳴り込んでくるため恐れられており十分な指導更生もされず、中学生の頃には補導されて施設に入所するなどで殆ど学業も行えていなかった。
成人後もすぐ怒りだす性格だったといわれ、近隣住民とのトラブルも多かった。スナックの店員として働いていた時も、客から接客態度を注意されると、反省するどころか逆上してアイスピックで刺そうとするなど、仕事上でも問題行動は改善されず離転職を繰り返していた。被害者の男児児童は1994年9月に最初の夫との間に生まれた。その後2度の離婚を繰り返して本事件での犯人の父親と結婚。この間に被害児童の異父弟にあたる次男（当時2歳）がいたが、この次男にも虐待していたことが明らかになっている。尼崎市でも11回にも及ぶ転居を繰り返しているが、行く先で大家との家賃滞納問題や住民との駐車場トラブルなどが原因である。
ろくに定職も就かなかった母親は、親族の家を転々としたが、長男は生まれてすぐに最初の夫の母に預けていた。長男が小学生になると同時に同居したが、一説には月5000円の児童手当が目的だったとされる。長男への虐待は同居し始めてからわずか1ヵ月後に発覚した。「しつけで悩み、言うことを聞かない」として母親が児童相談所に訪れたのが原因で、長男は全身打撲、両鎖骨骨折の重傷だったという。このため相談所は虐待と判断し、施設に保護した。このときの男児の証言では、「お父さんに頭をたたかれ、お母さんにはゴルフクラブで殴られた」だったという。また次男にも暴力を振るっていたため次男の通園先の保育園から「叩かないでください」と指導された際に「私も叩かれて育った、たたくのはけじめをつけさせるため」と主張していたという。
事件直前、施設は長男を母親の家に一時帰宅することを認めた。両親は当時定職に就いておらず、家賃や電話料金を滞納し、食費もままならないという極貧生活だったが、これに当たり散らすように長男への虐待を開始。8月6日の深夜からしつけと称してトイレの前に正座させ、食事はろくに与えず、空腹のあまりに長男が施設からもって帰った素麺を食べたいと述べると、母親は生の素麺を長男の口に押し込み、布団たたきで殴りつけたという。さらに両親は外出の際、虐待の発覚を恐れて長男の口に粘着テープを貼り、紐で身体を縛って動けなくした。こうした暴行の末、8月7日には長男が逃げ出そうとすると、養父が長男の頭に回し蹴りをして止めをさし、長男は「うう」といううめき声を上げて倒れた。しかし両親は大げさな演技だと相手にせず、さらに医師に見せることで虐待が発覚することを恐れて放置。同日午後1時頃、長男は脳内出血で死亡。両親は遺体をゴミ袋に入れて運河に投げ捨て逃走した。
2001年8月14日、兵庫県警察刑事部捜査第一課と尼崎西警察署（現・尼崎南警察署）は逃走中の両親を尼崎市内で発見、死体遺棄容疑で事情聴取を始めた。翌日、死体遺棄容疑で両親を逮捕した。2人は容疑を否認しているものの、以前から虐待を繰り返していることや祖母と口裏合わせをするなどアリバイ作りをしていたことから逮捕に踏み切った。
その後、Yは「殴って死なせて、2人で運河に捨てた」と容疑を認め、Xも「運河に遺体を捨てた」と容疑を認めた。後に2人は男児に対する虐待も認めたため、兵庫県警察は2人を傷害致死容疑で再逮捕した。なお、2人の供述から殺人罪での立件は見送っている。
2001年9月25日、神戸地検尼崎支部は両親を傷害致死罪、死体遺棄罪で起訴した。

## 刑事裁判
2001年11月5日、神戸地裁尼崎支部（鈴木正義裁判長）で初公判が開かれ、罪状認否で被告人2人はいずれも「間違いありません」と述べて起訴事実を認めた。
2002年12月4日、論告求刑公判が開かれ、検察側は「抵抗できない子供を虐待して死なせ、ゴミ同然に捨てるなど慈愛のかけらもない」としてXとYに懲役10年を求刑した。
2003年2月26日、神戸地裁尼崎支部（鈴木正義裁判長）で判決公判が開かれ「暴行は執拗かつ残酷で遺体をゴミ同然に捨てており、被害者の無念さは計り知れない」としてXとYに懲役8年の判決を言い渡した。

## 問題点
本来、被虐待児の一時帰宅を認める際は児童福祉法に基づいた「被虐待児施設処遇マニュアル」に沿って判断を下さなければいけないところ、男児が入所していた児童養護施設が独断で一時帰宅を認めていたことが問題視された。このため、被虐待児に対する虐待の詳細や生育環境などの調査や児童相談所と児童養護施設の連携が不十分との指摘が挙がった。
これを受けて兵庫県は「児童虐待防止プログラム」を作成・発表した。内容としては、保育所などに「まちの子育てひろば」の設置や子供の接し方を学ぶ講座を開講するなどの子育て支援の他、児童養護施設における第三者委員会の設置などを盛り込んだ。